# Balthazar de Beaujoyeulx
Balthazar de Beaujoyeulx, originalment Baldassare da Belgioioso (Belgioioso, segle XVI — París, 1587) fou un compositor i coreògraf francès d'origen italià. Se'l considerà com el primer violinista de la seva època. Cridat al Piemont el 1577, a la cort de Caterina de Mèdici, aquesta reina el nomenà intendent de música. Enric III li encarregà l'organització de les festes de la cort, i compongué la diversió, mescla de música i de ball, impresa amb el títol de Ballet comique de la Reyne, faiet aux nopces de M. le duc de Joyeuse et de mademoiseiselle de Vaudemont, rempli de diverses devises, mascarades, chansons de musique et autres gentillesses (París, 1582), obra que pot considerar-se com el primer pas vers els balls d'espectacle.